# Constantin Postoiu
Constantin Postoiu (n. 13 octombrie 1959, Sudiți, Ialomița, România) este un canotor român. El a concurat în proba masculină de dublu rame⁠(d) la Jocurile Olimpice de vară din 1980, terminând pe locul 4.

## Distincții
- Medalia „Meritul Sportiv” clasa I (15 aprilie 1981) „pentru rezultatele deosebite obținute la Jocurile olimpice de vară de la Moscova — 1980, precum și pentru contribuția adusă la dezvoltarea activității sportive și la creșterea prestigiului sportului românesc pe plan internațional”[6]